# FC Lokomotiv Liski
El FC Lokomotiv Liski (del ruso: ФК "Локомотив" Лиски) es un club de fútbol ruso de la ciudad de Liski, fundado en 1936. El club disputa sus partidos como local en el estadio Lokomotiv y juega en la segunda división, el tercer nivel en el sistema de ligas ruso.

## Jugadores
Actualizado al 4 de septiembre de 2012, según RFS (enlace roto disponible en Internet Archive; véase el historial, la primera versión y la última)..